# Liste des caractères ordinairement utilisés dans le chinois moderne
La liste des caractères ordinairement utilisés dans le chinois moderne (现代汉语通用字表 en chinois simplifié, 現代漢語通用字表 en chinois traditionnel) est une liste de 7000 caractères chinois simplifiés publiée le 25 mars 1988 par le Ministère de l’Éducation de la république populaire de Chine. Les caractères y sont organisés par nombre de traits et par type de trait initial. Elle reprend les 3500 caractères cités dans la liste des caractères fréquemment utilisés dans le chinois moderne publiée le 26 janvier 1988.
La liste générale normalisée des caractères chinois publiée en 2013 la remplace.